# Aub
Aub település Németországban, azon belül Bajorországban. Lakosainak száma 1398 fő (2023. december 31.). Aub Bieberehren, Röttingen, Riedenheim, Gelchsheim, Creglingen és Hemmersheim községekkel határos.

## Népesség
A település népessége az elmúlt években az alábbi módon változott:
| Lakosok száma | 1003 | 1481 | 1046 | 1631 | 1538 | 1529 | 1474 | 1455 | 1430 | 1398 |
|               | 1875 | 1950 | 1975 | 1987 | 2012 | 2014 | 2016 | 2017 | 2021 | 2023 |